# Милен Вълков
Милен Атанасов Вълков е български журналист. Бил е репортер и кореспондент на БТА, изпълнителен директор на агенцията в периода от 1995 до 1997 г. От 2006 до 2010 г. членува в СЕМ. Бил е председател на Управителния съвет на Съюза на българските журналисти (2002 – 2011).

## Биография
Роден е на 16 ноември 1953 г. в Бургас. Завършва журналистика в Лвов (днешна Украйна).
В края на 70-те години постъпва на работа в БТА като репортер в „Справочна редакция“. Работил е в отдел „Международна информация“ и във „Вътрешна информация“. Като репортер в страната и специален кореспондент в чужбина е отразявал проблемите на държавите от Близкия Изток. От 1986 до 1990 г. е кореспондент на БТА в Кайро, Египет. След спечелен конкурс през 1995 г. създава и ръководи Центъра за информация и връзки с обществеността в XXXVII народно събрание.
От 23 юни 1995 до 11 юли 1997 г. заема поста генерален директор на БТА. От август 1997 г. е изпълнителен директор на Агенция „София прес“. Членува в Съюза на българските журналисти (СБЖ), на Секретариата и на Съюзния съвет на СБЖ. От 16 март 2002 г. е председател на Управителния съвет на СБЖ. Бил е член на Съвета за електронни медии от квотата на президента и член на Управителния съвет на БНТ.
Умира на 13 септември 2011 г. Погребан е на 16 септември в Централните софийски гробища.